# Теорія Калуци — Клейна
Тео́рія Ка́луци — Кле́йна — одна з теорій гравітації, модель, що дозволяє об'єднати дві фундаментальні фізичні взаємодії: гравітацію і електромагнетизм. Уперше теорію  опублікував був в 1921 році математик Теодор Калуца, який розширив простір Мінковського до 5-вимірного простору і отримав з рівнянь загальної теорії відносності класичні рівняння Максвелла.

## Загальний огляд
Ця теорія була однією з перших успішних теорій, що поклали початок геометричній інтерпретації калібрувальних полів (а саме єдиного добре відомого на момент її створення, крім гравітації, електромагнітного поля). Також була, мабуть, першою успішною теорією об'єднання, яка, хоч і не призвела до експериментально підтверджених відкриттів, але була внутрішньо несуперечливою та ідейно змістовною теорією, що не суперечить експерименту.
Застосування і певний розвиток теорія Калуци — Клейна отримала пізніше, зокрема, в теорії струн.
Розщеплення п'ятивимірного простору-часу на рівняння Ейнштейна та рівняння Максвела в чотирьох вимірах було вперше досліджено Ґуннаром Нордстремом в 1914 в контексті його теорії гравітації, але згодом було забуте. Калуца опублікував свою теорію в 1921 як спробу об'єднати електромагнетизм з Ейнштейнівською загальною теорією відноснсті. 
У 1926 Оскар Клейн запропонував, що четвертий просторовий вимір є згорнутим у сферу дуже маленького радіусу, так що частинка, що рухатиметься вздовж цієї осі, повертатиметься до початку свого руху. Відстань, яку частинка може подолати, перш ніж досягне своєї початкової точки, і є величиною виміру. Додатковий вимір є компактною множиною, а феномен наявності часо-простору з компактними вимірами називається компактифікацією.
У сучасній геометрії додатковий вимір можна розуміти як наявність колової групи U(1). У теорії Калуци-Клейна ця група передбачає, що калібрувальна симетрія є симетрією замкнутих компактних розмірностей.